# Survivor: Philippines
Survivor: Philippines é a vigésima-quinta temporada do reality show americano Survivor que estreou no dia 19 de setembro de 2012, em um episódio duplo com 90 minutos de duração. Esta temporada apresentou um grupo de novos participantes que disputaram o prêmio de um milhão de dólares juntamente com três retornantes de temporadas passadas que foram removidos precocemente do jogo por doença ou lesão: Michael Skupin de The Australian Outback (2001), Jonathan Penner de Cook Islands (2006) e evacuado em Micronesia (2008) e Russell Swan de Samoa (2009).
Foi a primeira vez, desde Survivor: All-Stars (2004), que uma temporada iniciou com três tribos competindo entre si e foi a sétima temporada a apresentar retornantes. As tribos iniciais foram nomeadas como referência a animais típicos da região: Kalabaw (búfalo), Tandang (galo) e Matsing (macaco).
Entre os competidores estreantes destacam-se Jeff Kent, o vencedor do prêmio Most Valuable Player da Liga Nacional de Beisebol Americano em 2000 e Lisa Whelchel estrela da antiga série televisiva The Facts of Life ("Vivendo e Aprendendo" no Brasil e "Os Fatos da Vida" em Portugal).
No episódio final da temporada, em 16 de dezembro de 2012, Denise Stapley foi revelada como vencedora, tendo derrotado Michael Skupin e Lisa Whelchel por, respectivamente, 6-1-1 votos, se tornando a mulher de maior idade a vencer o programa. Denise destacou-se, ainda, por ser a primeira participante na história do programa a participar e sobreviver de todos os Conselhos Tribais de uma mesma temporada. Lisa Whelchel foi eleita, pelo público, como a competidora mais popular da temporada e ganhou um prêmio de cem mil dólares derrotando Malcolm Freberg por um diferença de 0,7% nos votos.

## Participantes
- Abi-Maria Gomes - 32 anos – Los Angeles, Califórnia
- Angie Layton - 20 anos – Provo, Utah
- Artis Silvester - 53 anos – Terrytown, Louisiana
- Carter Williams - 24 anos – Shawnee, Kansas
- Dana Lambert - 32 anos – Winston-Salem, Carolina do Norte
- Denise Stapley  - 41 anos – Cedar Rapids, Iowa
- Jeff Kent - 44 anos – Austin, Texas
- Jonathan Penner - 50 anos – Los Angeles, Califórnia
- Katie Hanson - 22 anos – Newark, Delaware
- Lisa Whelchel - 49 anos – Dallas, Texas
- Malcolm Freberg - 25 anos – Hermosa Beach, Califórnia
- Michael Skupin - 50 anos – White Lake, Michigan
- Peter "Pete" Yurkowski - 24 anos – Holmdel, Nova Jersey
- Roberta "R.C." Saint-Amour - 27 anos – Nova Iorque, Nova Iorque
- Roxanne "Roxy" Morris - 28 anos – Brooklyn, Nova Iorque
- Russell Swan - 45 anos – Glenside, Pensilvânia
- Sara Dawson - 28 anos – Silver Springs, Maryland
- Zane Knight - 28 anos – Danville, Virginia

## O jogo
| Participante                              | Tribo Original | Tribo Absorvida | Tribo Pós-Fusão | Colocação Final                        | Total de Votos |
| ----------------------------------------- | -------------- | --------------- | --------------- | -------------------------------------- | -------------- |
| Zane Knight                               | Matsing        |                 |                 | 1º Eliminado Dia 3                     | 5              |
| Roxanne "Roxy" Morris                     | Matsing        |                 |                 | 2º Eliminado Dia 6                     | 4              |
| Angie Layton                              | Matsing        |                 |                 | 3º Eliminado Dia 8                     | 4              |
| Russell Swan Samoa                        | Matsing        |                 |                 | 4º Eliminado Dia 10                    | 4              |
| Dana Lambert                              | Kalabaw        | Kalabaw         |                 | Desistiu Devido à Doença Dia 12        | 0              |
| Sarah Dawson                              | Kalabaw        | Kalabaw         |                 | 5º Eliminado Dia 13                    | 5              |
| Katie Hanson                              | Kalabaw        | Kalabaw         |                 | 6º Eliminado Dia 16                    | 4              |
| Roberta "R.C." Saint-Amour                | Tandang        | Tandang         | Dangrayne       | 7º Eliminado 1º Membro do Júri Dia 19  | 4              |
| Jeff Kent                                 | Kalabaw        | Kalabaw         | Dangrayne       | 8º Eliminado 2º Membro do Júri Dia 22  | 5              |
| Artis Silvester                           | Tandang        | Tandang         | Dangrayne       | 9º Eliminado 3º Membro do Júri Dia 25  | 5              |
| Peter "Pete" Yurkowski                    | Tandang        | Tandang         | Dangrayne       | 10º Eliminado 4º Membro do Júri Dia 27 | 9              |
| Jonathan Penner Cook Islands & Micronesia | Kalabaw        | Kalabaw         | Dangrayne       | 11º Eliminado 5º Membro do Júri Dia 30 | 91             |
| Carter Williams                           | Kalabaw        | Kalabaw         | Dangrayne       | 12º Eliminado 6º Membro do Júri Dia 33 | 5              |
| Abi-Maria Gomes                           | Tandang        | Tandang         | Dangrayne       | 13º Eliminado 7º Membro do Júri Dia 36 | 62             |
| Malcolm Freberg                           | Matsing        | Tandang         | Dangrayne       | 14º Eliminado 8º Membro do Júri Dia 38 | 6              |
| Lisa Whelchel                             | Tandang        | Tandang         | Dangrayne       | 2º Colocado3                           | 0              |
| Michael Skupin The Australian Outback     | Tandang        | Tandang         | Dangrayne       | 2º Colocado3                           | 0              |
| Denise Stapley                            | Matsing        | Tandang         | Dangrayne       | Último Sobrevivente                    | 6              |

O Total de Votos é o número de votos que o competidor recebeu durante os Conselhos Tribais onde ele era elegível para ser eliminado do jogo. Não inclui os votos recebidos durante o Conselho Tribal Final
↑1  Jonathan Penner usou um Ídolo de Imunidade e, portanto, cinco votos contra ele não foram contados.
↑2  Abi-Maria usou um Ídolo de Imunidade e, portanto, três votos contra ela não foram contados.
↑3  Lisa e Michael receberam a mesma quantidade de votos no Conselho Tribal Final (1 voto cada) e, portanto, foram considerados empatados na colocação final.

## Episódios
| 01 | Survivor Smacked Me in the Chops (Survivor Me Nocauteou)         | Zane                      | 11,37 | 19 de setembro de 2012 |  |  |
|    |                                                                  |                           |       |                        |  |  |
| 02 | Don't be Blinded by the Headlights (Não Fique Cego Com as Luzes) | Roxy                      | 10,31 | 26 de setembro de 2012 |  |  |
|    |                                                                  |                           |       |                        |  |  |
| 03 | This Isn´t a We Game (Esse Não é Um Jogo Coletivo)               | Angie                     | 10,38 | 3 de outubro de 2012   |  |  |
|    |                                                                  |                           |       |                        |  |  |
| 04 | Create a Little Chaos (Crie um Pouco de Caos)                    | Russell                   | 9,82  | 10 de outubro de 2012  |  |  |
|    |                                                                  |                           |       |                        |  |  |
| 05 | Got My Swag Back                                                 | Dana (desistência) Dawson | 10,43 | 17 de outubro de 2012  |  |  |
|    |                                                                  |                           |       |                        |  |  |
| 06 | Down and Dirty (Dentro da Sujeira)                               | Katie                     | 10,23 | 24 de outubro de 2012  |  |  |
|    |                                                                  |                           |       |                        |  |  |
| 07 | Not the Only Actor on This Island (Não é o Único Ator na Ilha)   | RC                        | 9,83  | 31 de outubro de 2012  |  |  |
|    |                                                                  |                           |       |                        |  |  |
| 08 | Dead Man Walking (Morto Vivo)                                    | Jeff                      | 10,31 | 7 de novembro de 2012  |  |  |
|    |                                                                  |                           |       |                        |  |  |
| 09 | Little Miss Perfect (Miss Perfeição)                             | Artis                     | 10,06 | 14 de novembro de 2012 |  |  |
|    |                                                                  |                           |       |                        |  |  |
| 10 | Whiners are Wieners (Você é um Bebê Chorão)                      | Pete                      | 9,37  | 21 de novembro de 2012 |  |  |
|    |                                                                  |                           |       |                        |  |  |
| 11 | Hell Hath Frozen Over (Não Acredito que Você Disse Isso)         | Jonathan Penner           | 10,37 | 28 de novembro de 2012 |  |  |
|    |                                                                  |                           |       |                        |  |  |
| 12 | Shot Into Smithereens (Em Pedacinhos)                            | Carter                    | 10,64 | 5 de dezembro de 2012  |  |  |
|    |                                                                  |                           |       |                        |  |  |
| 13 | Gouge My Eyes Out (Arrancar Meus Olhos Fora)                     | Abi-Maria                 | 10,37 | 12 de dezembro de 2012 |  |  |
|    |                                                                  |                           |       |                        |  |  |
| 14 | Million Dollar Question (Pergunta de Um Milhão de Dólares)       | Malcolm                   | 11,46 | 16 de dezembro de 2012 |  |  |
|    |                                                                  |                           |       |                        |  |  |
| -  | The Reunion (A Reunião)                                          | Denise4 Michael4 Lisa4    | 8,77  | 16 de dezembro de 2012 |  |  |
|    |                                                                  |                           |       |                        |  |  |

↑4 O nome grafado em vermelho indica que o competidor foi o vencedor da temporada e, portanto, não foi eliminado. Os nomes grafados em verde  indicam que os competidores foram, respectivamente, o segundo e terceiro colocados e, portanto, não foram eliminados.

## Histórico de Votação
|             | Tribos Originais | Tribos Originais | Tribos Originais | Tribos Originais  | Tribos Absorvidas | Tribos Absorvidas | Tribos Absorvidas | Tribo Pós-Fusão | Tribo Pós-Fusão | Tribo Pós-Fusão | Tribo Pós-Fusão | Tribo Pós-Fusão    | Tribo Pós-Fusão  | Tribo Pós-Fusão     | Tribo Pós-Fusão   | Tribo Pós-Fusão | Tribo Pós-Fusão   | Tribo Pós-Fusão  |
| ----------- | ---------------- | ---------------- | ---------------- | ----------------- | ----------------- | ----------------- | ----------------- | --------------- | --------------- | --------------- | --------------- | ------------------ | ---------------- | ------------------- | ----------------- | --------------- | ----------------- | ---------------- |
| Episódio #: | 1                | 2                | 3                | 4                 | 5                 | 5                 | 6                 | 7               | 8               | 9               | 10              | 11                 | 12               | 13                  | 14                | Reunião         | Reunião           | Reunião          |
| Eliminado:  | Zane 5/6 votos   | Roxy 4/5votos    | Angie 3/4votos   | Russell 2/3 votos | Dana Sem votos    | Dawson 5/6 votos  | Katie 4/5         | RC 4/6 votos    | Jeff 5/10 votos | Artis 5/9 votos | Pete 3/5 votos  | Jonathan 4/7 votos | Carter 5/6 votos | Abi-Maria 4/5 votos | Malcolm 3/4 votos | Lisa 1/8 votos  | Michael 1/8 votos | Denise 6/8 votos |
| Competidor  | Voto             | Voto             | Voto             | Voto              | Voto              | Voto              | Voto              | Voto            | Voto            | Voto            | Voto            | Voto               | Voto             | Voto                | Voto              | Voto            | Voto              | Voto             |
| Denise      | Zane             | Roxy             | Angie            | Russell           |                   | Dawson            | Katie             | Jonathan        | Pete            | Artis           | Abi-Maria       | Jonathan           | Carter           | Abi-Maria           | Malcolm           | Voto do Júri    | Voto do Júri      | Voto do Júri     |
| Michael     |                  |                  |                  |                   |                   |                   |                   | Jonathan        | Jeff            | Artis           | Abi-Maria       | Jonathan           | Carter           | Abi-Maria           | Malcolm           | Voto do Júri    | Voto do Júri      | Voto do Júri     |
| Lisa        |                  |                  |                  |                   |                   |                   |                   | Jonathan        | Jeff            | Jonathan        | Abi-Maria       | Jonathan           | Carter           | Abi-Maria           | Malcolm           | Voto do Júri    | Voto do Júri      | Voto do Júri     |
| Malcolm     | Zane             | Roxy             | Angie            | Russell           |                   |                   |                   | Jonathan        | Pete            | Artis           | Pete            | Jonathan           | Carter           | Abi-Maria           | Denise            |                 |                   | Denise           |
| Abi-Maria   |                  |                  |                  |                   |                   |                   |                   | Jonathan        | Jeff            | Jonathan        | Malcolm         | Denise             | Carter           | Denise              |                   |                 |                   | Denise           |
| Carter      |                  |                  |                  |                   |                   | Dawson            | Katie             | RC              | Pete            | Artis           | Pete            | Denise             | Abi-Maria        |                     |                   | Michael         |                   |                  |
| Jonathan    |                  |                  |                  |                   |                   | Dawson            | Katie             | Pete            | Abi-Maria       | Artis           | Pete            | Denise             |                  |                     |                   | Denise          |                   |                  |
| Pete        |                  |                  |                  |                   |                   |                   |                   | RC              | Jeff            | Jonathan        | Malcolm         |                    |                  |                     | Denise            |                 |                   |                  |
| Artis       |                  |                  |                  |                   |                   |                   |                   | RC              | Jeff            | Jonathan        |                 |                    |                  | Denise              |                   |                 |                   |                  |
| Jeff        |                  |                  |                  |                   |                   | Dawson            | Katie             | RC              | Pete            |                 |                 |                    | Denise           |                     |                   |                 |                   |                  |
| RC          |                  |                  |                  |                   |                   |                   |                   | Pete            |                 | Lisa            |                 |                    |                  |                     |                   |                 |                   |                  |
| Katie       |                  |                  |                  |                   |                   | Dawson            | Jonathan          |                 |                 |                 |                 |                    |                  |                     |                   |                 |                   |                  |
| Dawson      |                  |                  |                  |                   |                   | Denise            |                   |                 |                 |                 |                 |                    |                  |                     |                   |                 |                   |                  |
| Dana        |                  |                  |                  |                   |                   |                   |                   |                 |                 |                 |                 |                    |                  |                     |                   |                 |                   |                  |
| Russell     | Zane             | Roxy             | Angie            | Malcolm           |                   |                   |                   |                 |                 |                 |                 |                    |                  |                     |                   |                 |                   |                  |
| Angie       | Zane             | Roxy             | Russell          |                   |                   |                   |                   |                 |                 |                 |                 |                    |                  |                     |                   |                 |                   |                  |
| Roxy        | Zane             | Angie            |                  |                   |                   |                   |                   |                 |                 |                 |                 |                    |                  |                     |                   |                 |                   |                  |
| Zane        | Russell          |                  |                  |                   |                   |                   |                   |                 |                 |                 |                 |                    |                  |                     |                   |                 |                   |                  |

## Participações do Elenco em Outras Temporadas
Malcolm Freeberg retornou na temporada subsequente a Survivor: Philippines que apresentou o formato "fãs contra favoritos". Nesta temporada dez competidores de edições anteriores voltaram para uma nova chance de conquistar o prêmio de um milhão de dólares e o título de "Último Sobrevivente" competindo contra dez fãs da programa. A tribo pós-fusão recebeu o nome de Enil Edam, sugestão do participante Malcolm Freberg que homenageou sua mãe ("Enil Edam" é Madeline ao contrário); ressalta-se que os demais participantes achavam que Enil Edam eram palavras filipinas.
Malcolm permaneceu no jogo até o dia 30 quando foi eliminado e se tornou o terceiro membro do júri.  Por fim, como parte do júri, Malcolm votou em John Cochran que unanimamente foi eleito o vencedor da temporada.
Malcolm retornou posteriormente na 34ª temporada denominada Survivor: Game Changers, na qual todos os participantes que mudaram o jogo de alguma forma (ou tinham potencial para mudar) retornaram. Nessa temporada Malcolm teve sua pior performance, sendo eliminado no dia 11 após duas tribos irem para o conselho juntos, após Tai Trang utilizar um ídolo em Sierra Dawn-Thomas, Malcolm foi eliminado.
Abi-Maria Gomes retornou na 31ª temporada Survivor: Second Chances, na qual ela foi votada pelos fãs para retornar. Esta temporada teve seu elenco montado pelos fãs que votaram a partir de um enquete no site da CBS nos participantes que mais mereciam uma segunda chance. Abi-Maria dominou o jogo antes da fusão, e acabou sendo eliminada no dia 35 ficando na 7ª colocação. Um fato interessante é que em ambas participações, Abi-Maria foi a 7ª membra do júri e durou um dia a menor que em Philippines. Abi-Maria votou em Jeremy para vencer que foi eleito o vencedor.
A vencedora da temporada, Denise Stapley, retornou na 40ª temporada, na qual seu elenco foi formado apenas por vencedores do programa. A temporada ira ao ar no primeiro semestre de 2020.